# Amblyceps laticeps
Amblyceps laticeps е вид лъчеперка от семейство Amblycipitidae. Видът е незастрашен от изчезване.

## Разпространение
Разпространен е в Бангладеш и Индия (Западна Бенгалия и Мегхалая).

## Описание
На дължина достигат до 4,2 cm.